# Таргитий
Таргитий (Тергазис) — дипломат аварского кагана Баяна I во второй половине VI века.
О Таргитии сообщают Феофилакт Симокатта, Корипп и Менандр Протектор. По свидетельству Феофилакта Симокатты, Таргитий был «видным человеком» среди авар. Он неоднократно выполнял по поручению кагана Баяна I различные дипломатические поручения во взаимоотношениях с византийцами. Так в конце 565 года Таргитий посетил императора Юстина II, но требования о продолжении ежегодных выплат, которые осуществлял Юстиниан I, были отклонены. Во второй половине 568 года Таргитий настаивал на уступке аварам бывшей столицы разгромленных гепидов Сирмия, выплате денег, ранее вносимых кутригурам и утигурам, теперь покорённых аварами, и передаче знатного гепида Усдибада, бежавшего к византийцам после разгрома лангобардами и аварами Гепидского королевства. Это посольство вновь окончилось безрезультатно.
В 579 году Баян отправил Таргития за получением денег уже к Тиберию. Однако после успешного возвращения своего посла Баян приготовился напасть на Сирмий.
Весной 584 года вместе с Эльпидием Таргитий был направлен к Маврикию. Размер ежегодных выплат увеличился с 80 000 до 100 000 солидов, было заключено недолгое перемирие. Осенью 586 года, когда шли вооружённые столкновения с аварами, по приказу Маврикия, посчитавшего их требования «очевидным глумлением», Таргития арестовали и на полгода сослали на остров Халкитиду. При этом император вовсе грозил казнить посла Баяна.
В конце 593 года вместе с аварскими вождями Таргитий советовал кагану прекратить войну с Византией.
Как указывают некоторые современные исследователи, в том числе авторы «Свода древнейших письменных известий о славянах», возможно, Таргитий — это не личное имя, а титул второго по важности лица в Аварском каганате.